# Martyrs de l'Ouganda
Les martyrs de l'Ouganda sont un groupe de 22 martyrs catholiques et 23 anglicans, tués entre novembre 1885 et janvier 1887, in odium fidei. Ils sont vénérés au titre de saints et martyrs par l'Église catholique et par la Communion anglicane.

## Historique
En 1879, le Père Blanc Simon Lourdel et le frère Amans arrivèrent à Entebbé, et sont reçus par le roi du Buganda, Mutesa, qui les autorise à établir la mission catholique de Rubaga tout près des cases royales de Kampala. Avant cela, l'islam sunnite était arrivé en 1844 et l’anglicanisme en 1877.

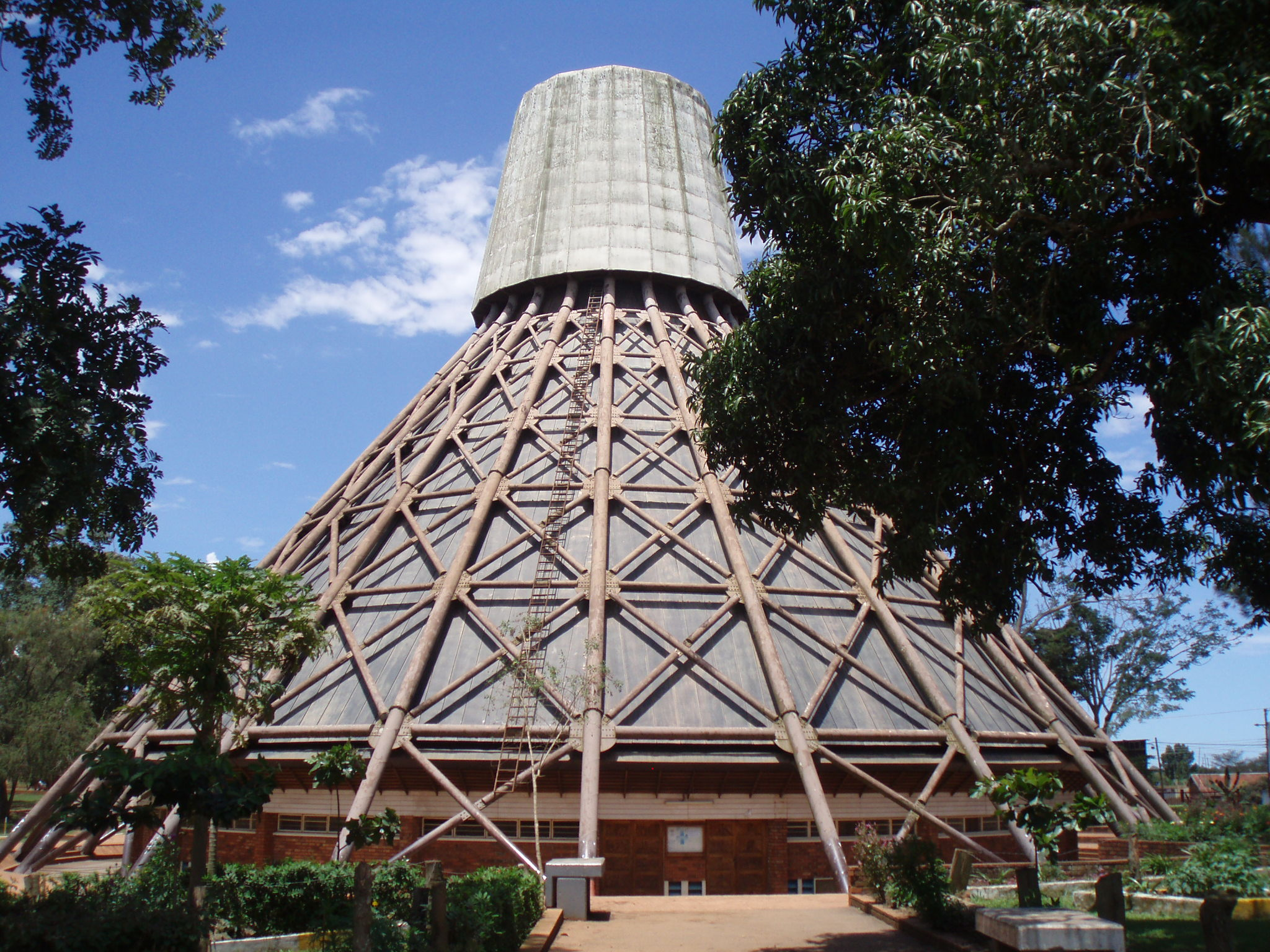
Basilique des Saints-Martyrs de Namugongo, construite en 1973.

Les premiers convertis étaient surtout des fonctionnaires et des pages de la résidence royale. Les Pères Blancs ayant eu le sentiment que leur vie était menacée, ils s’exilèrent en 1882 dans le Bukumbi. À leur retour en 1885, le nouveau roi, Mwanga II, leur réserva un accueil chaleureux et enthousiaste. Mais ceux qui étaient opposés aux missionnaires, spécialement le Premier ministre et les arabisants, parvinrent à convaincre le roi qu’il s’agissait d'un complot destiné à le renverser.
Un évêque anglican et sa suite furent alors massacrés. Puis, l’assemblée royale décida que tous ceux qui refuseraient de renier le christianisme perdraient la vie.
Les martyrs furent exécutés. En Ouganda, le 3 juin est un jour de fête pour les catholiques du pays et chaque année, un pèlerinage se rend au sanctuaire qui a été élevé en leur mémoire, dans la ville de Namugongo.

## Martyrs catholiques
Ces martyrs ont été canonisés par Paul VI en 1964.
- Achille Kiwanuka († 1886), clerc
- Adolphe Ludigo Mkasa († 1886), laïc
- Ambroise Kibuka († 1886), laïc
- Anatole Kiriggwajjo († 1886), laïc
- André Kaggwa († 1886), laïc
- Athanase Bazzekuketta († 1886), laïc
- Bruno Seronuma  (Séron Kuma) († 1886), laïc
- Jacques Buzabalio († 1886), laïc
- Charles Lwanga († 1886), laïc
- Denis Sebuggwao († 1886), laïc
- Gonzague Gonza († 1886), laïc
- Gyavira († 1886), laïc
- Jean-Marie Muzei († 1887), laïc. Dernier supplicié, il fut décapité, et son corps jeté dans un marécage près de Mengo, un faubourg de la capitale[5]
- Joseph Mkasa Balikuddembé (Joseph Mukassa) († 15 novembre 1885), laïc, premier martyr.
- Saint Kizito (°1873 - † 1886), laïc
- Luc Banabakintu († 1886), laïc
- Matthias (Mulumba) Kalemba (°1836 - † 1886), laïc
- Mbaya Tuzinde († 1886), laïc
- Mgagga († 1886), laïc
- Mukasa Kiriwanwu († 1886), laïc
- Noé Mawaggali († 1886), laïc (fêté également le 31 mai)
- Pontien Ngondwe († 1886), laïc

## Martyrs anglicans
Furent aussi tués pour les mêmes raisons, 23 convertis anglicans :
- Kakumba, Makko
- Rugarama, Yusuf
- Sserwanga, Nuwa
- Mukasa, Musa
- Mbwa, Eriya
- Muddu-aguma
- Muwanga, Daudi
- Kayizzi, Kibuuka
- Mayanja, Kitoogo
- Muwanga
- Kadoko, Alexanda
- Kifamunnyanja
- Kiwanuka, Giyaza
- Kizza, Frederick
- Kwabafu
- Lwakisiga, Mukasa
- Lwanga
- Mubi-azaalwa
- Munyagabyangu, Robert
- Muwanga, Njigija
- Nakabandwa, Danieri
- Walukagga, Nuwa
- Wasswa